# زیردریایی یو-۴۵۷
زیردریایی یو-۴۵۷ (به انگلیسی: German submarine U-457) یک زیردریایی بود که طول آن ۶۷٫۱ متر (۲۲۰ فوت ۲ اینچ) بود. این زیردریایی در سال ۱۹۴۱ ساخته شد.